# Sandford (entreprise)
Pour les articles homonymes, voir Sandford.
Sandford est un ancien constructeur automobile de cyclecar français d'entre-deux-guerres, en activité de 1922 à 1939.

## Histoire
Malcolm Stuart Sandford (1889-1956, ancien pilote de course de moto britannique des années 1910, passionné de mécanique) ouvre un magasin à Paris vers 1920 pour vendre des motos de surplus militaire de la première Guerre mondiale, des motos anglaises Metro-Tyler, et des cyclecars Darmont-Morgan (à base de Morgan 3-Wheeler britanniques, fabriqués à Courbevoie par les frères Darmont, sous licence Morgan Motor). Il assure la promotion de ses Darmont-Morgan en participant et en remportant de nombreuses courses de cyclecars dans leur catégorie de l'époque (dont le Grand Prix du M.C.F. de Montargis avec 3 voitures engagées et 3 victoires, et 2e au Bol d'or automobile...).

Darmont-Morgan et Morgan 3-Wheeler
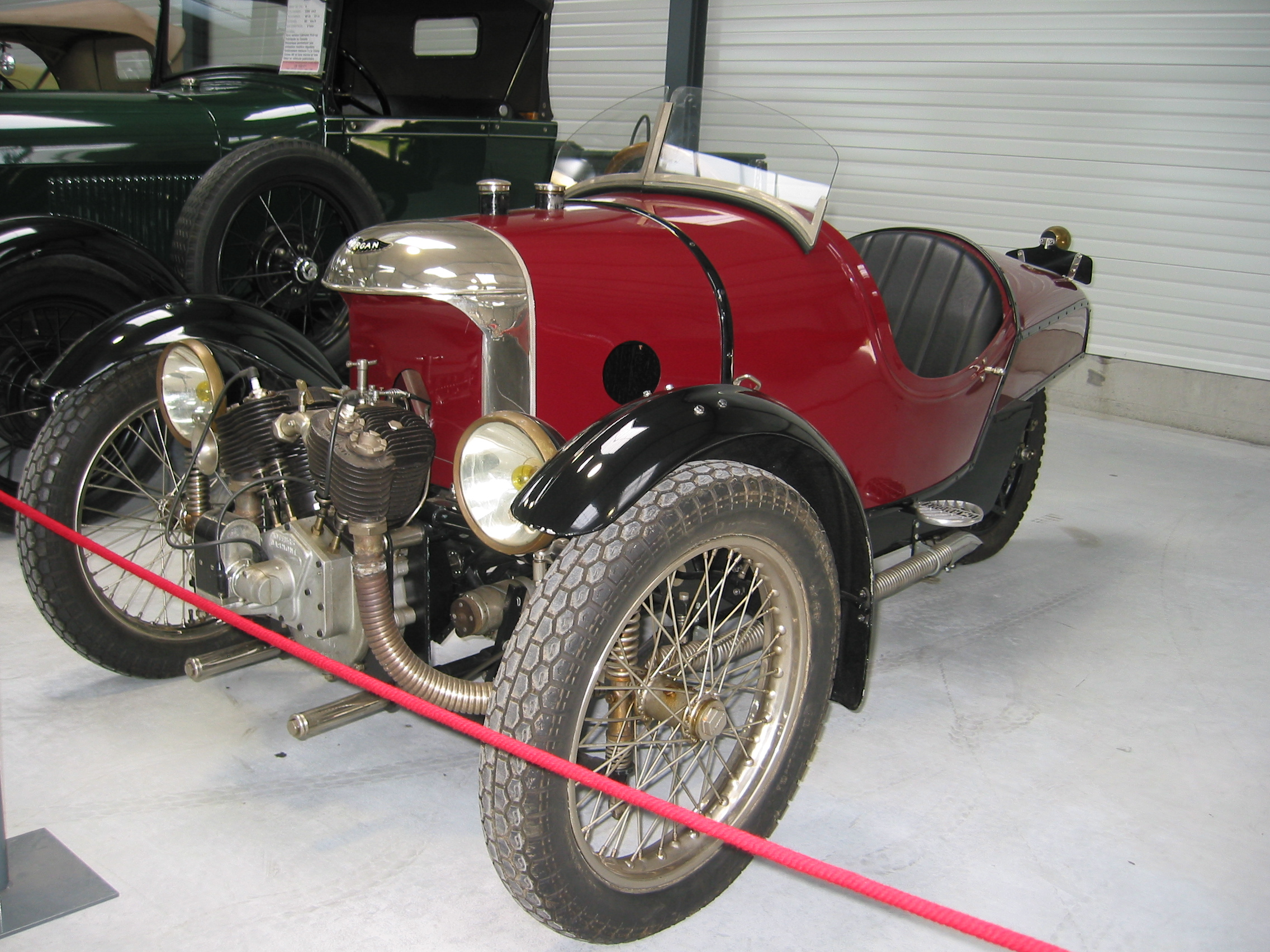
Darmont-Morgan
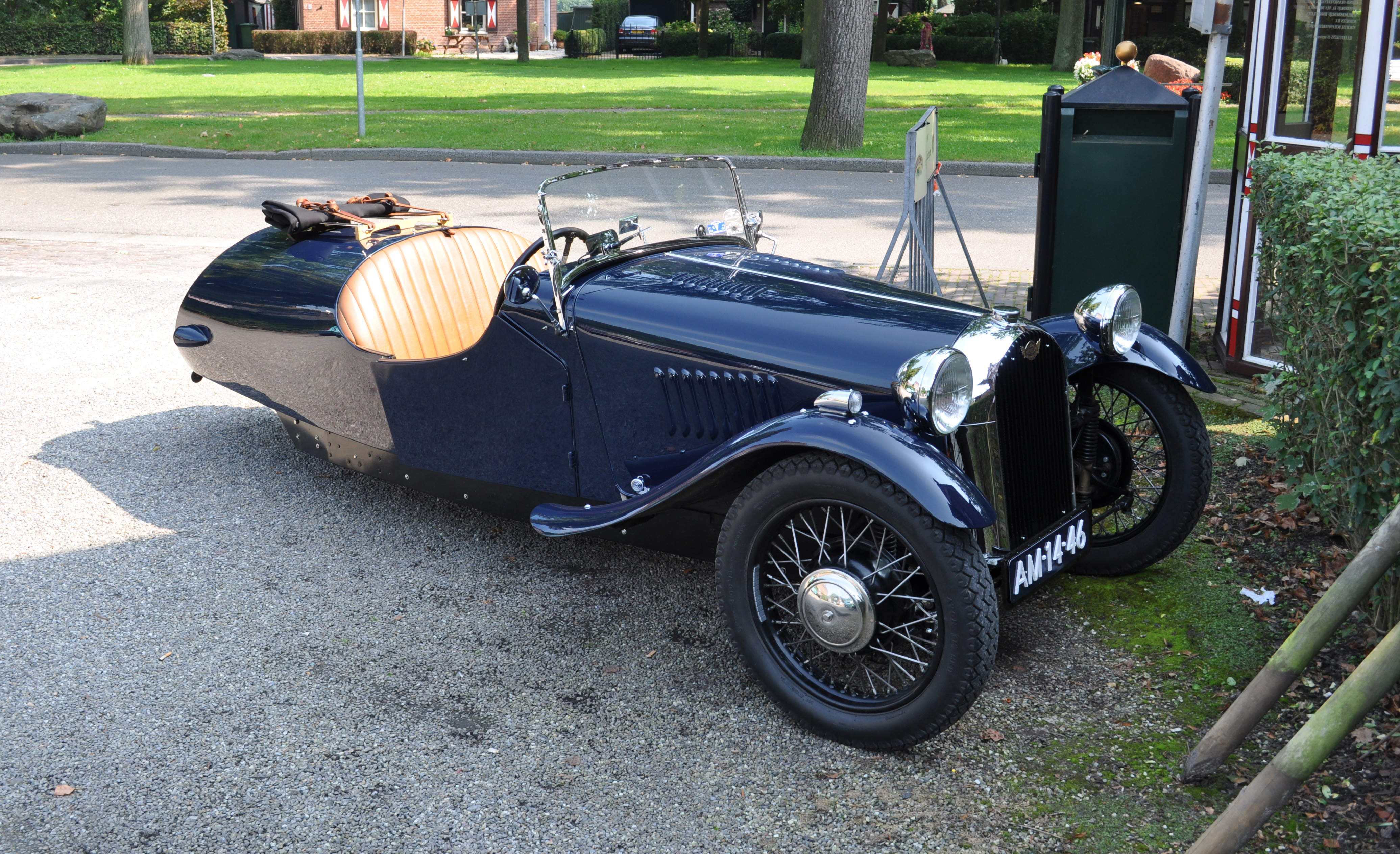
Morgan 3-Wheeler
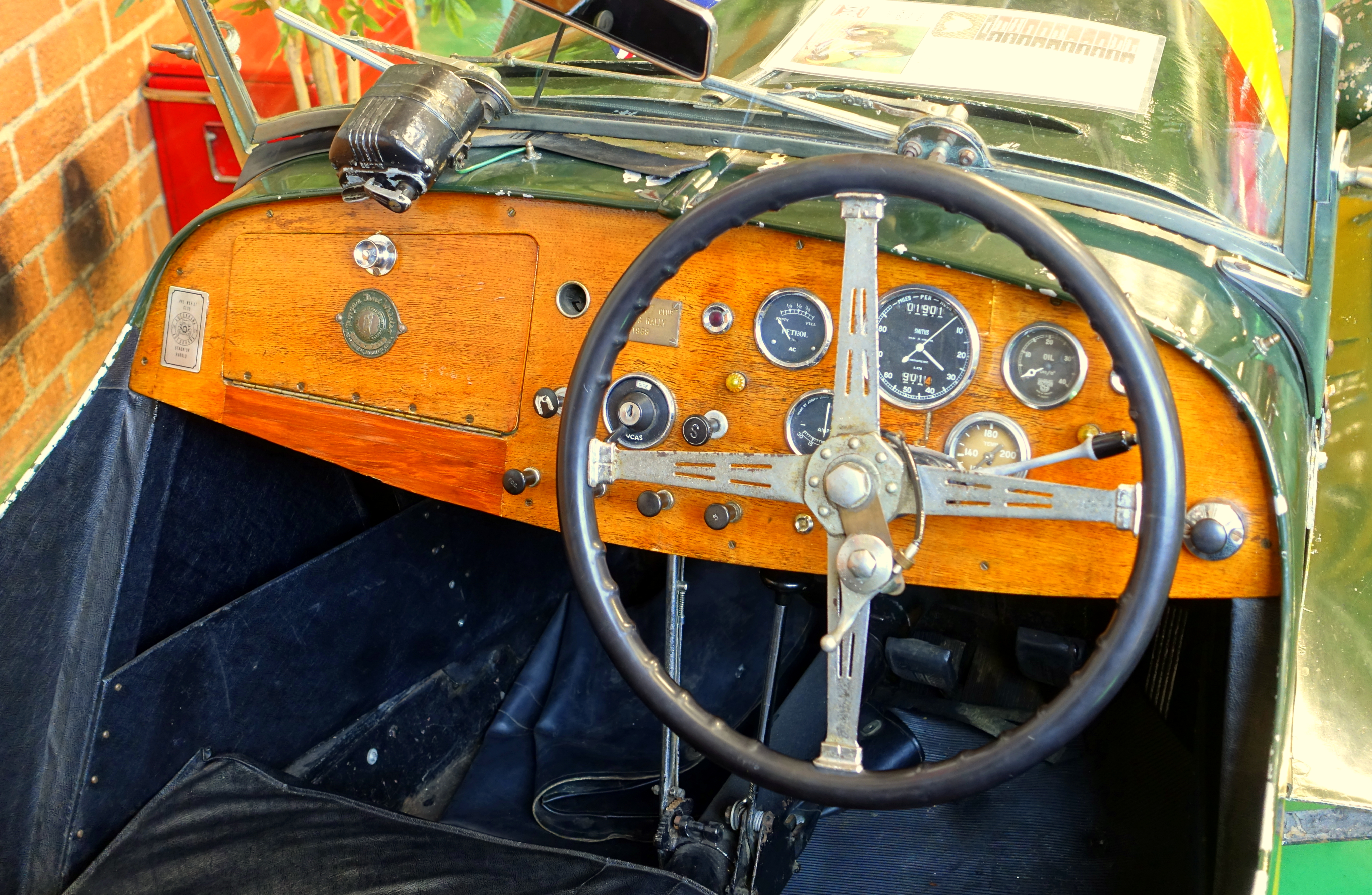
Morgan 3-Wheeler

Il fonde sa propre industrie automobile Sandford en 1922 à Paris (qu'il déménage en 1925 à Levallois-Perret) pour concevoir et commercialiser son propre cyclecar Sandford cyclecar à trois, puis quatre roues, inspiré des motos et des Darmont-Morgan et Morgan 3-Wheeler précédentes.

Sandford cyclecar
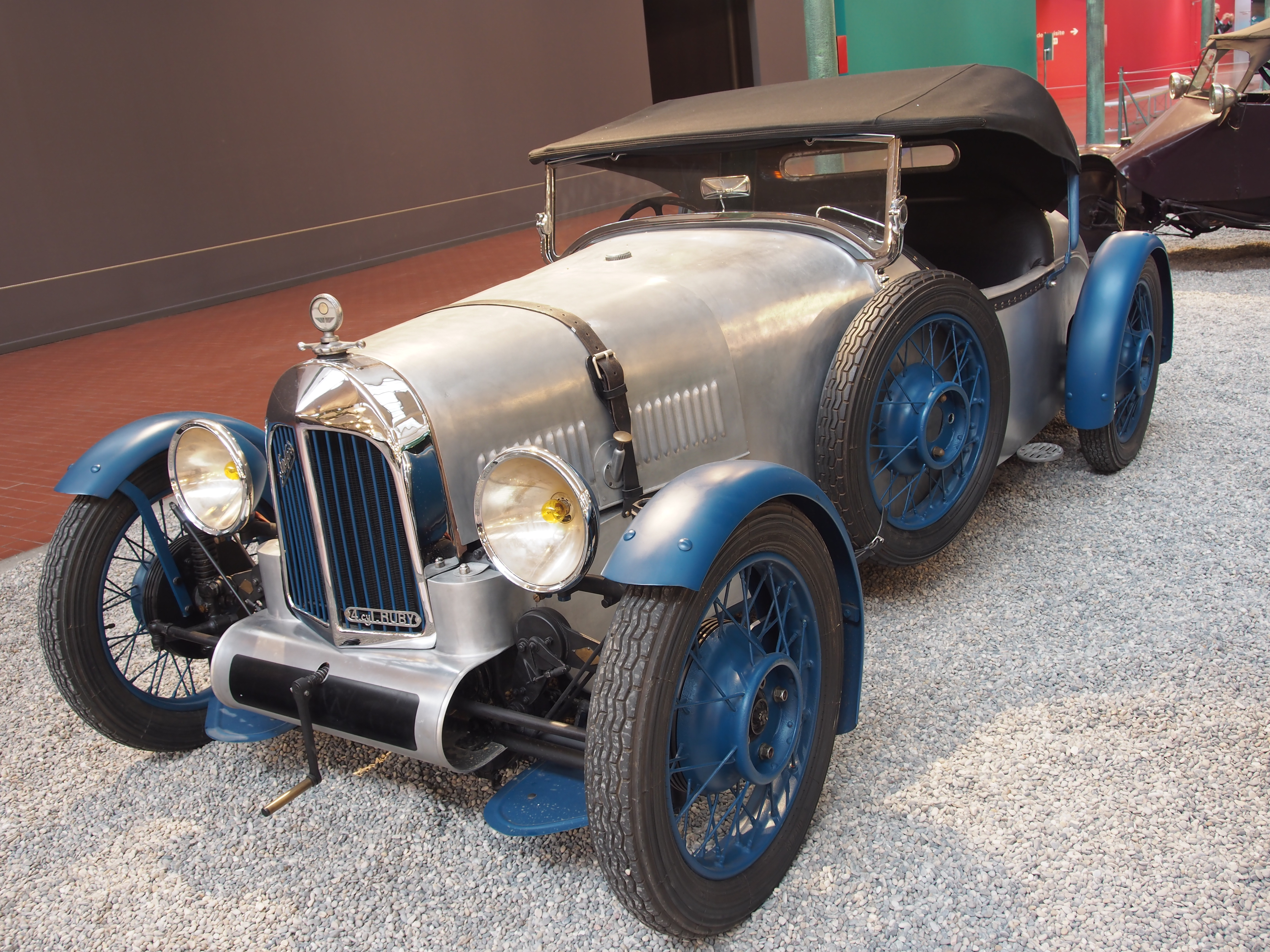
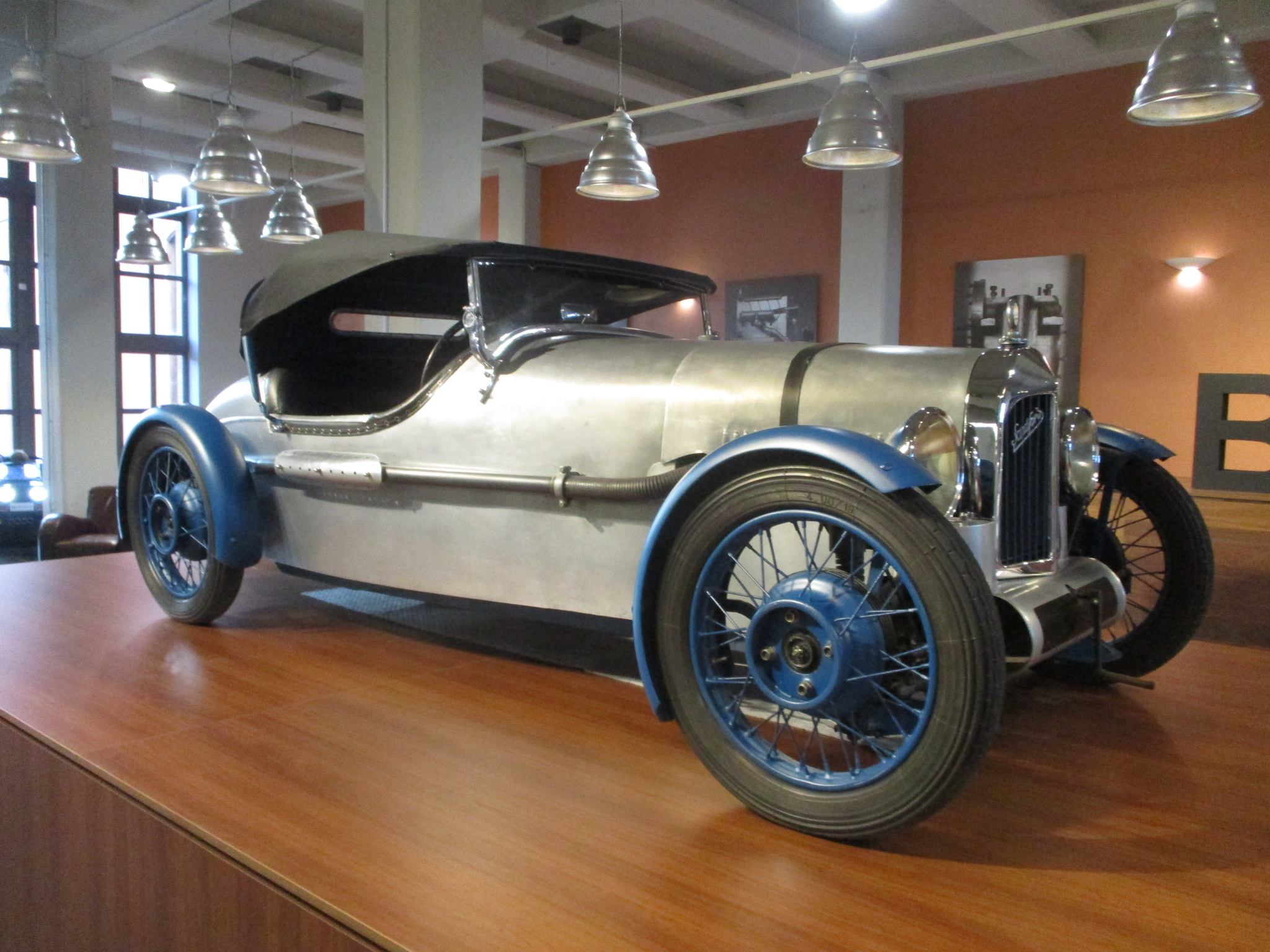
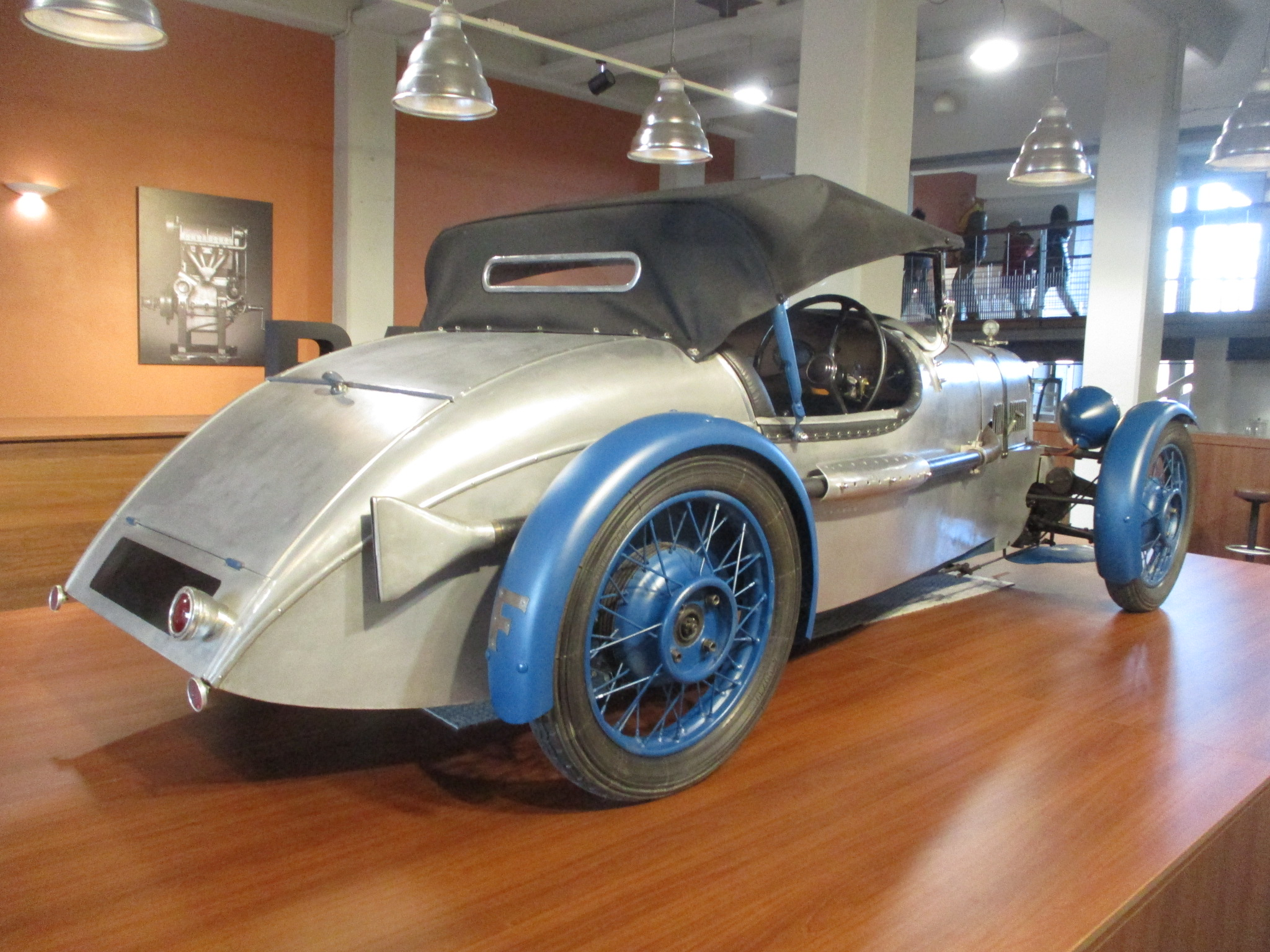
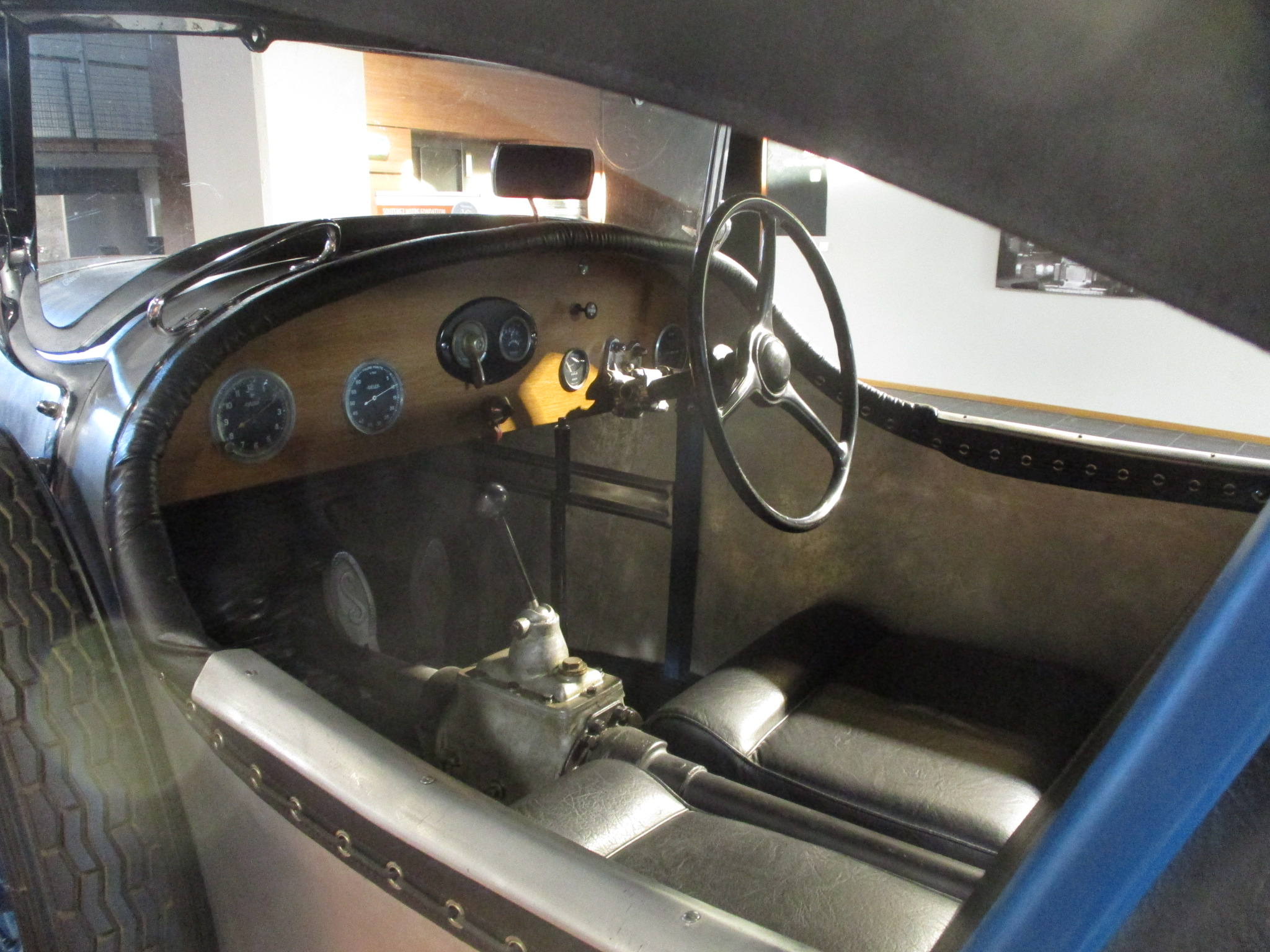

Sandford arrête définitivement son activité au début de la Seconde Guerre mondiale en 1939.